# بوسين (ميشيغان)
بوسين (بالإنجليزية: Posen, Michigan)‏ هي منطقة سكنية تقع في الولايات المتحدة في مقاطعة بريسك. يقدر عدد سكانها بـ 234 نسمة ومساحتها 2.59 كم2 وترتفع عن سطح البحر 243 متر.

## التركيبة السكانية
قام مكتب تعداد الولايات المتحدة بتحديد بيانات التركيبة السكانية لبوسين في تعداد الولايات المتحدة. في ما يلي، التركيبة السكانية حسب تعدادي 2000 و2010.

### تعداد عام 2000
بلغ عدد سكان بوسين 292 نسمة بحسب تعداد عام 2000، وبلغ عدد الأسر 126 أسرة وعدد العائلات 73 عائلة مقيمة في القرية.
وتوزع التركيب العرقي للقرية بنسبة 94.18% من البيض و 3.77% من الأمريكيين الأفارقة و 2.05% من عرقين مختلطين أو أكثر.
بلغ عدد الأسر 126 أسرة كانت نسبة 25.4% منها لديها أطفال تحت سن الثامنة عشر تعيش معهم، وبلغت نسبة الأزواج القاطنين مع بعضهم البعض 43.7% من أصل المجموع الكلي للأسر، ونسبة 7.9% من الأسر كان لديها معيلات من الإناث دون وجود شريك، وكانت نسبة 41.3% من غير العائلات. تألفت نسبة 36.5% من أصل جميع الأسر من أفراد ونسبة 24.6% كانوا يعيش معهم شخص وحيد يبلغ من العمر 65 عاماً فما فوق. وبلغ متوسط حجم الأسرة المعيشية 2.92، أما متوسط حجم العائلات فبلغ 2.24.
بلغ العمر الوسطي للسكان 39 عاماً. وكانت نسبة 23.6% من القاطنين تحت سن الثامنة عشر، وكانت نسبة 8.9% بين الثامنة عشر والأربعة وعشرون عاماً، ونسبة 26.4% كانت واقعةً في الفئة العمرية ما بين الخامسة والعشرون حتى والأربعة وأربعون عاماً، ونسبة 16.1% كانت ما بين الخامسة والأربعون حتى الرابعة والستون، ونسبة 25.0% كانت ضمن فئة الخامسة والستون عاماً فما فوق. يوجد لكل 100 أنثى 97.3 ذكر، ويوجد لكل 100 أنثى في الثامنة عشر من عمرها فما فوق 85.8 ذكر.
بلغ متوسط دخل الأسرة في القرية 27,969 دولار، أما متوسط دخل العائلة فبلغ 39,250 دولار. وكان متوسط دخل الذكور 26,406 دولار مقابل 24,250 دولار للإناث. وسجل دخل الفرد الخاص بالقرية 12,708 دولار. وكانت نسبة 8.9% من العائلات ونسبة 19.3% من السكان تحت خط الفقر، وكان من هؤلاء نسبة 20.0% تحت سن الثامنة عشر ونسبة 18.8% في الخامسة والستين من العمر وما فوق.

### تعداد عام 2010
بلغ عدد سكان بوسين 234 نسمة بحسب تعداد عام 2010، وبلغ عدد الأسر 110 أسرة وعدد العائلات 54 عائلة مقيمة في القرية. في حين سجلت الكثافة السكانية 234.0 نسمة لكل ميل مربع (90.3/كم2). وبلغ عدد الوحدات السكنية 144 وحدة بمتوسط كثافة قدره 144.0 لكل ميل مربع (55.6/كم2).
وتوزع التركيب العرقي للقرية بنسبة 96.2% من البيض و 1.3% من الأمريكيين الأصليين و 0.4% من سكان جزر المحيط الهادئ و 2.1% من عرقين مختلطين أو أكثر.
بلغ عدد الأسر 110 أسرة كانت نسبة 23.6% منها لديها أطفال تحت سن الثامنة عشر تعيش معهم، وبلغت نسبة الأزواج القاطنين مع بعضهم البعض 36.4% من أصل المجموع الكلي للأسر، ونسبة 8.2% من الأسر كان لديها معيلات من الإناث دون وجود شريك، بينما كانت نسبة 4.5% من الأسر لديها معيلون من الذكور دون وجود شريكة وكانت نسبة 50.9% من غير العائلات. تألفت نسبة 42.7% من أصل جميع الأسر من أفراد ونسبة 27.3% كانوا يعيش معهم شخص وحيد يبلغ من العمر 65 عاماً فما فوق. وبلغ متوسط حجم الأسرة المعيشية 2.96، أما متوسط حجم العائلات فبلغ 2.07.
بلغ العمر الوسطي للسكان 46 عاماً. وكانت نسبة 22.2% من القاطنين تحت سن الثامنة عشر، وكانت نسبة 5.2% بين الثامنة عشر والأربعة وعشرون عاماً، ونسبة 21.7% كانت واقعةً في الفئة العمرية ما بين الخامسة والعشرون حتى والأربعة وأربعون عاماً، ونسبة 27.3% كانت ما بين الخامسة والأربعون حتى الرابعة والستون، ونسبة 23.5% كانت ضمن فئة الخامسة والستون عاماً فما فوق. وتوزع التركيب الجنسي للسكان بنسبة 46.2% ذكور و53.8% إناث.